# Montreal Lake, Saskatchewan
Montreal Lake är en sjö i Kanada.   Den ligger i provinsen Saskatchewan, i den centrala delen av landet, 2 300 km väster om huvudstaden Ottawa. Montreal Lake ligger 486 meter över havet. Arean är 447 kvadratkilometer. Den sträcker sig 68,2 kilometer i nord-sydlig riktning, och 21,3 kilometer i öst-västlig riktning.
Trakten runt Montreal Lake är nära nog obefolkad, med mindre än två invånare per kvadratkilometer.